# (7010) Locke
(7010) Locke es un asteroide perteneciente al cinturón de asteroides, descubierto el 28 de agosto de 1987 por Eric Walter Elst desde el Observatorio de La Silla, Chile.

## Designación y nombre
Designado provisionalmente como 1987 QH3. Fue nombrado Locke en honor al filósofo británico John Locke, iniciador de la Era de la Ilustración y la Razón en Inglaterra y Francia.

## Características orbitales
Locke está situado a una distancia media del Sol de 2,285 ua, pudiendo alejarse hasta 2,603 ua y acercarse hasta 1,966 ua. Su excentricidad es 0,139 y la inclinación orbital 6,304 grados. Emplea 1261,73 días en completar una órbita alrededor del Sol.

## Características físicas
La magnitud absoluta de Locke es 13,9. Tiene 4,151 km de diámetro y su albedo se estima en 0,339.